# Валлони
Валлони ([wɒˈluːnz]; фр. Wallons [walɔ̃] ( прослухати); самоназва валлон. Walons) — романський народ у Бельгії, що населяє південні провінції країни.
Валлони є нащадками кельтських племен, які з I ст. зазнали сильної романізації та деякого впливу германських племен, особливо франків.
Чисельність становить близько 3,5 млн осіб. Громади валлонів є також у Франції та США. Розмовляють французькою та валлонською мовами. Віруючі належать до католицької конфесії. Сучасні валлони є прямими нащадками романізованих белгів, які пізніше зазнали істотного германського впливу (з боку племен салічних франків). Щоправда, від повної асиміляції з боку франків майбутніх валлонів врятував непролазний на той час Суанський ліс, а тому кількість германських колоністів на землях майбутніх валлонів не досягла критичної межі, за якою починається незворотна асиміляція. Це наочно видно й досі — на північ від тієї лінії мешкають одні з прямих нащадків салічних франків — германомовні фламандці, а на південь — романомовні валлони. Близьким народом для сучасних валлонів є французи. Протягом XVI—XIX століть більшість валлонів свідомо перейшли на французьку мову, зважаючи на її великий престиж, але зберегли водночас відмінну від французів етнічну самосвідомість, зумовлену проживанням на іншій території. За безпосередньої участі валлонів у столиці Бельгії місті Брюсселі в XIX-ХХ ст. сформувався ще один франкомовний субетнос — брюссельці.